# Peugeot 306
La Peugeot 306 è un'autovettura appartenente al segmento C prodotta dal 1993 al 2002 dalla casa automobilistica francese Peugeot.

## Storia
All'inizio degli anni novanta, Peugeot aveva già avviato il progetto N3, destinato alla realizzazione di un modello che sostituisse la poco fortunata 309.
Quest'ultima, infatti, non riscosse il successo sperato, forse perché troppo imparentata con la vecchia Talbot Horizon, malgrado fosse costruita sul pianale allungato della Peugeot 205 e con la quale condivideva gran parte della meccanica e tutte le motorizzazioni, tranne i motori di larga diffusione 1118 e 1294 di origine SIMCA dotati di caratteristiche alquanto superate già all'esordio della 309 stessa.

### Genesi
Il nuovo modello venne incluso già in fase di progettazione in un programma volto a semplificare e a razionalizzare la gamma, in modo tale da esaltare la qualità del prodotto, ma limitandone al massimo i costi di produzione.
Come base meccanica si scelse il pianale della Citroën ZX, che costituiva una base meccanica più moderna, mentre per quanto riguardava la tipologia di carrozzeria, si scelse di abbandonare la formula del corpo vettura a due volumi e mezzo, a favore di una carrozzeria a due volumi, che sembrava riscuotere maggior successo tra il pubblico, grazie ai successi consolidati di vetture come la Volkswagen Golf e la Fiat Tipo. Questa nuova carrozzeria sarebbe stata disegnata da Pininfarina: da decenni, oramai, la casa del leone Rampante era in stretti rapporti con l'atelier torinese.
I primi esemplari di preserie cominciarono ad essere prodotti a Poissy, in Francia, già nel settembre del 1992, ma l'esordio vero e proprio non avvenne che nei primi mesi dell'anno seguente.

### Debutto
La presentazione ufficiale della 306 si ebbe nel febbraio del 1993 al Salone di Amsterdam, mentre la commercializzazione in Italia avvenne il 5 marzo 1993: rispetto alla 309, la 306 fu disponibile quindi all'inizio con carrozzeria a due volumi, sia a 3 che a 5 porte, con pratico portellone posteriore per il carico dei bagagli. In seguito, la casa transalpina aveva già in mente di ampliare la gamma con una berlina a tre volumi ed una cabriolet. Anche gli altri modelli previsti sarebbero stati disegnati da Pininfarina: la collaborazione con la carrozzeria italiana costituì uno dei punti di forza della 306, che tra l'altro ricalcava le forme, opportunamente ingrandite, della Peugeot 106 prodotta dal 1991, la quale stava riscuotendo un inaspettato successo.

### Estetica ed interni
Dal punto di vista estetico, la linea della 306 è senza dubbio una delle più riuscite, e riprende, in una scala ovviamente maggiorata, le linee e le caratteristiche della piccola 106. Come già anticipato in precedenza, anche la linea della 306 è firmata da Pininfarina, da sempre sinonimo di eccellenza stilistica. Tuttavia, il solo nome dell'autore di tale linea potrebbe non bastare, dal momento che dalla sua matita sono uscite le linee di alcune Peugeot non proprio riuscite, tra cui la stessa 309. Nel caso della 306, però, ci si trova di fronte a qualcosa di molto più efficace: la consapevolezza delle vendite della 309 non proprio entusiasmanti spinse i vertici della casa del leone a commissionare al designer italiano la nuova configurazione di carrozzeria a due volumi, che avrebbe dovuto essere (e di fatto è stata) la versione che avrebbe trascinato la gamma 306 verso grossi volumi di vendita. La 306 a due volumi presentava un frontale stilisticamente imparentato con quello della 106, nata due anni prima: i fari trapezoidali inclinati verso il centro del muso, con la calandra a scanalature orizzontali ne sono una prova lampante. La fiancata si sviluppa in maniera regolare e lineare, sottolineata solo da una sottile nervatura. L'insieme denota però anche un tocco di sportività e di grinta, specie verso la coda, dal lunotto decisamente inclinato. In coda incontriamo il grosso portellone posteriore e i fari posteriori, divisi in due zone cromatiche, grigio e rosso.
Per quanto riguarda l'abitacolo, il salto di qualità rispetto alla 309 è forse ancor più evidente per via della miglior qualità dei materiali usati e per la linea più moderna di plancia e consolle centrale, anche se qualche tratto stilistico rivela alcune analogie con il precedente modello. Tuttavia, questi piccoli nei spariscono quasi del tutto se invece si presta attenzione all'andamento avvolgente della plancia, che va a raccordarsi armoniosamente con i braccioli integrati nei pannelli porta.
Nel complesso, lo spazio interno è decisamente generoso, anche se la 306 non riesce a strappare il primato alla Fiat Tipo, leader incontrastata all'inizio degli anni novanta per quanto riguardava l'abitabilità interna. La decisione dei progettisti di allungare il passo, a scapito degli sbalzi anteriore e posteriore, ha dato i suoi frutti e la 306 si sarebbe distinta proprio per l'elevata volumetria interna, compresa quella del bagagliaio, decisamente soddisfacente.

### Struttura, meccanica e motorizzazioni
L'impostazione tecnica della 306 è di tipo tradizionale, con motore in posizione anteriore trasversale e trazione anteriore. La scocca è maggiormente rinforzata rispetto alla 309, in modo da offrire un più elevato livello di protezione contro gli urti laterali.
La geometria dell'avantreno riprende il tradizionale schema MacPherson a triangoli inferiori, mentre il retrotreno, anch'esso con la consueta soluzione a ponte con bracci longitudinali e barre di torsione, montava però anche ammortizzatori sistemati orizzontalmente in modo da permettere al vano bagagli di poter usufruire del massimo spazio possibile. L'impianto frenante è di tipo misto, con dischi all'avantreno e tamburi al retrotreno. Lo sterzo era a cremagliera, ma non su tutta la gamma era previsto di serie il servosterzo, che nelle versioni di base era previsto solo a richiesta.
Al suo debutto, la 306 era disponibile in tre motorizzazioni a benzina, tutte monoalbero e tutte ad iniezione elettronica e catalizzate, visto che all'inizio di quello stesso 1993 era già entrata in vigore la normativa Euro 1:
- 1.4, con motore TU3 da 1360 cm³ e potenza massima di 75 CV;
- 1.6, con motore TU5 da 1587 cm³ e potenza massima di 88 CV;
- 1.8, con motore XU7 da 1761 cm³ e potenza massima di 103 CV.

In ogni caso, tutte le motorizzazioni sono previste in abbinamento ad un cambio manuale a 5 marce.

## Evoluzione

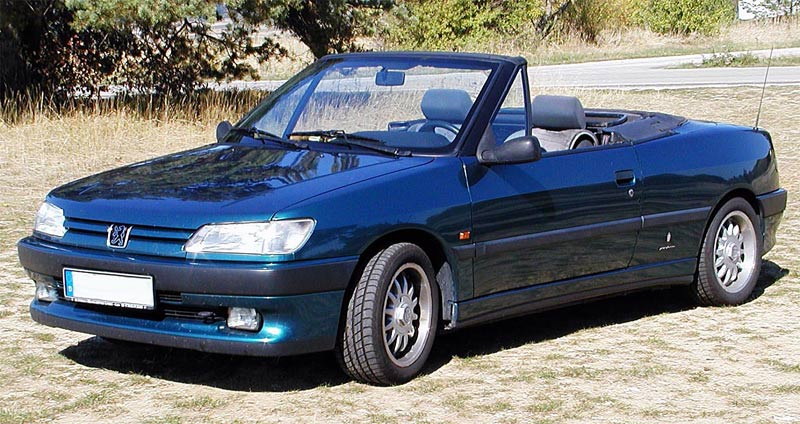
Una delle prime 306 cabriolet

La 306 cominciò la sua carriera negli allestimenti XR, XT ed XS, e inizialmente nella sola configurazione berlina a due volumi e a 5 porte.
Nonostante alcune pecche, a volte troppo visibili, come la dotazione di serie troppo essenziale e scarna, specie nelle versioni base, la 306 riscosse fin dall'inizio un buon successo di vendite, grazie alla linea gradevole, ma anche al prezzo relativamente contenuto e ai limitati costi di esercizio. Tale successo non rimase circoscritto solo al mercato interno, ma sconfinò anche fuori dalla Francia.
Entro la fine del 1993, viene introdotta la prima versione a gasolio, equipaggiata da un 1.9 XUD9 con precamera aspirato della potenza di 69 CV.
Nel 1994 vi furono numerose novità. Innanzitutto venne introdotta la versione a 3 porte, ma vennero anche introdotte delle nuove versioni:
- 306 1.1, solo per alcuni mercati tra cui non figura quello italiano, era mossa da un pacioso 1.1 da 60 CV;
- 306 XSi, mossa da un 2 litri monoalbero da 121 CV, con carrozzeria a 3 o 5 porte;
- 306 S16, spinta dal primo bialbero della gamma, un altro 2 litri, ma stavolta da 152 CV, e con carrozzeria esclusivamente a 3 porte;
- 306 1.9 D Turbo, equipaggiata da un 1.9 turbodiesel con precamera, della potenza di 92 CV.

Proprio la 306 S16 fu la base sulla quale fu realizzata la 306 Maxi, con la quale la casa francofona conobbe dei buoni risultati in campo rallystico.
Inoltre, la versione con motore da 1.8 litri poteva essere richiesta con cambio automatico a 4 rapporti.

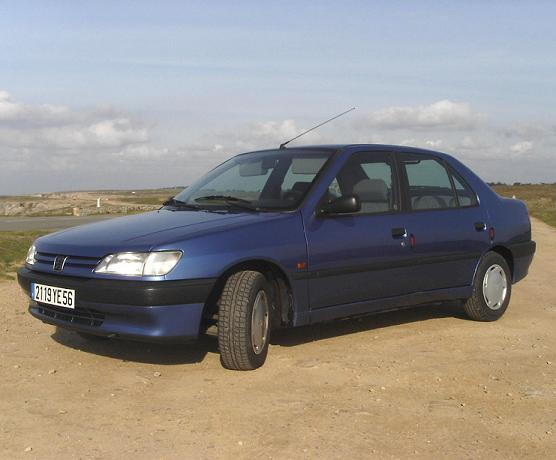
Una 306 berlina a 4 porte

Nello stesso anno, la gamma si arricchì della raffinata versione cabriolet, nella quale il designer italiano Pininfarina diede il meglio di sé, creando una linea molto filante, sportiva ed elegante al tempo stesso, con la capote in tela che viene alloggiata in un apposito vano ricavato nel portabagagli. Caratterizzata da un corpo vettura più lungo di circa 14 cm, anche la 306 Cabriolet conobbe un certo successo, anche se non paragonabile a quello delle versioni chiuse, un po' per via del suo prezzo, ovviamente più alto e riservato ad una cerchia più ristretta di clientela, e un po' per il fatto di trattarsi di una vettura molto più di nicchia rispetto alle normali berline. La 306 Cabriolet ha esordito nella sola motorizzazione 1.8 monoalbero da 101 CV.
Sempre nel 1994 avvenne il lancio della versione berlina a 3 volumi, il cui corpo vettura raggiungeva i 4,23 m di lunghezza. Tale versione venne proposta in tutta Europa nelle motorizzazioni 1.4 e 1.6 a benzina e con il 1.9 diesel aspirato o sovralimentato. In alcuni mercati erano presenti anche il 1.8 ed il 2 litri monoalbero. Gli allestimenti per la berlina 3 volumi erano siglati SR ed ST. In Italia, questo modello venne proposto con la denominazione 306 Berlina, ma non riscosse molto successo, al contrario di quanto stava invece avvenendo con la berlina a due volumi.

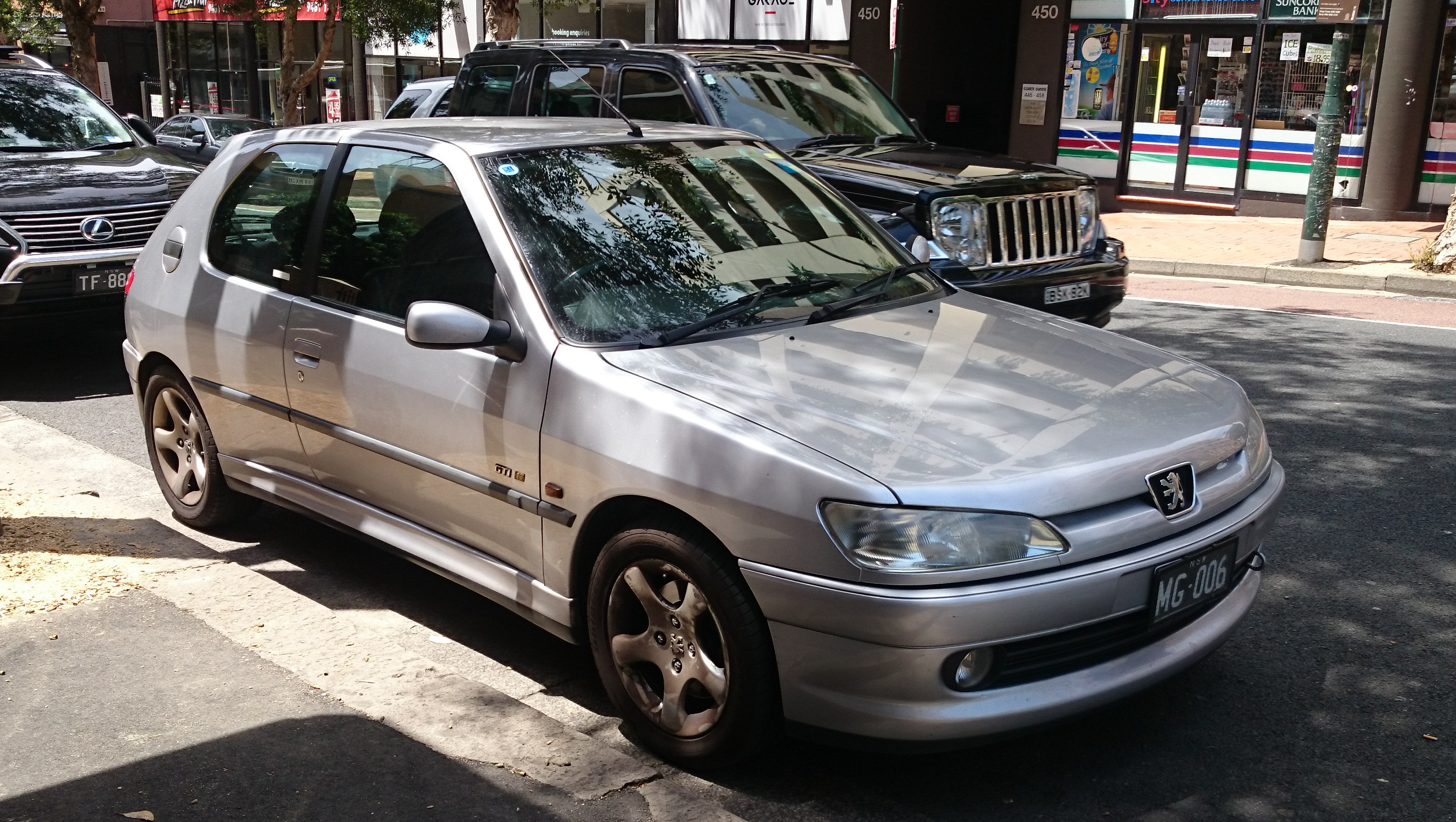
Peugeot 306 GTi-6

Il 1995 ed il 1996 videro il progressivo diffondersi della 306 in tutta Europa. Le già citate doti di maneggevolezza, economia ed affidabilità, unite ad una linea piacevole, contribuirono enormemente al successo ed alla diffusione della 306. Il buon successo spinse la casa transalpina a proporre anche la versione commerciale, denominata 306 XAD e sprovvista di divanetto posteriore a favore di un vano di carico merci adeguato alla destinazione di utilizzo del veicolo. Inoltre, nel 1996, la 306 S16 fu pensionata per lasciare il posto alla più potente 306 GTI, equipaggiata da un'evoluzione del già noto 2 litri bialbero, che in questo caso raggiunge una potenza massima di 163 CV, con in più un inedito cambio manuale a 6 marce.
Sempre nel 1996, la cabriolet vide l'arrivo del 2 litri monoalbero da 123 CV in luogo del precedente 1.8 da 103 CV.

### Restyling 1997

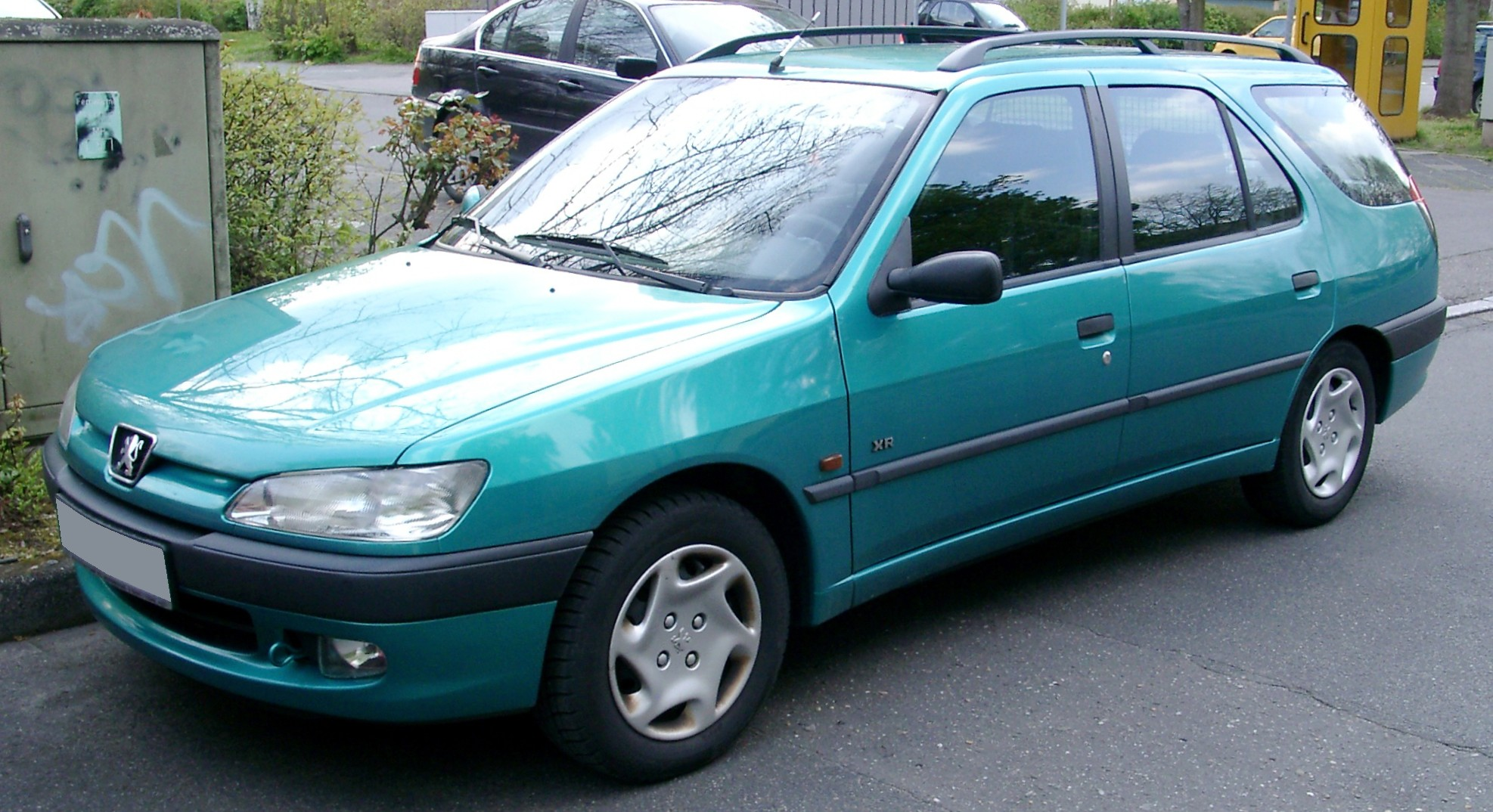
Una 306 Break: la foto permette di osservare anche gli aggiornamenti al frontale avvenuti nel 1997

Ma già nel maggio 1997 arrivò il primo dei due restyling di cui la 306 usufruì durante la sua carriera. Questo primo restyling fu il più marcato dei due: la 306 fu proposta con un nuovo frontale con fascione paraurti ridisegnato, gruppi ottici più grandi ed allungati e calandra ridisegnata. Anche la coda venne aggiornata, comprendendo nuovi fari posteriori, con plastiche rivisitate. Il restyling fu l'occasione per introdurre delle novità nella gamma. Una delle più grandi stava nell'arrivo della 306 SW, la versione familiare, con la quale la casa del leone ritorna nel settore delle giardinette di fascia medio-bassa dopo quasi 20 anni. Tale versione era caratterizzata da un montante posteriore dall'andamento molto inclinato che conferiva originalità alla parte posteriore. I gruppi ottici posteriori erano di forma inedita, arrotondata, quasi "a goccia". La 306 SW mirava a rubare una fetta di mercato alle già affermate Ford Escort SW e Opel Astra SW. Vi riuscì in quanto anche la 306 SW risultò abbastanza gradita al pubblico, specie agli affezionati del marchio. Sulla base della seconda serie fu riproposta anche la nuova serie di cabriolet, le quali, grazie al nuovo frontale, risultarono ancor più slanciate ed accattivanti nel look. Sempre sulla base della seconda serie fu proposta anche la nuova serie di 306 XAD. Insomma, con la seconda serie, la 306 poté consolidare maggiormente il suo successo, grazie all'introduzione di versioni sempre più diversificate per venire incontro ad esigenze sempre più disparate e confrontarsi con una concorrenza sempre più agguerrita.
Sempre nel 1997, un nuovo 1.8 bialbero da 112 CV sostituì il precedente 1.8 monoalbero da 103 CV, mentre per quanto riguarda le cabriolet, il 2 litri da 123 CV scomparve per lasciare il posto a due motorizzazioni: un 1.6 da 88 CV ed un nuovo 2 litri bialbero da 132 CV.
Nel 1998 fu introdotta una versione spartana equipaggiata con il potente motore da 2 litri della 306 GTI, denominata 306 Rallye. Non ne furono prodotti molti esemplari, perché le si preferiva la più accessoriata S16, sempre equipaggiata con il 2 litri da 163 CV. In generale, però, la seconda serie della 306 ottenne anch'essa un buon successo di vendite, grazie anche al look rinfrescato.

### Restyling 1999
Poco tempo dopo, nel 1999 vi fu il boom dei motori diesel common rail. Anche la 306 si adeguò a questo dilagare tecnologico riguardante i motori a gasolio e, dopo aver pensionato le due versioni a gasolio dotate di iniezione indiretta, propose la 306 HDI, dotata di un nuovo 2 litri ad iniezione diretta, unicamente in versione turbocompressa, in grado di erogare 90 CV e di migliorare il rendimento dal punto di vista dei consumi.
Tale novità tecnica fu l'occasione per un nuovo lievissimo restyling, visibile soprattutto nel frontale, che ora sfoggiava nuovi fari anteriori trasparenti ed un paraurti con fendinebbia circolari anziché romboidali.
Vi furono anche una riedizione del 1.9 diesel aspirato, stavolta appartenente alla famiglia DW e pochi mesi dopo, anche un nuovo 1.6 a benzina da 98 CV di potenza, che tuttavia affiancò il 1.6 da 88 CV senza sostituirlo. Infine, la berlina a 4 porte venne cancellata dal listino di diversi Paesi, tra cui l'Italia.
Con questo assetto commerciale, la 306 si avviò lentamente sul viale del tramonto, dal momento che le attenzioni della casa parigina erano tutte puntate sulla sua erede, la Peugeot 307, arrivata nel 2001, anno in cui la 306 berlina fu tolta di produzione.
Le versioni station wagon e cabriolet sopravvissero di un anno, e vennero tolte di produzione nel 2002.

## Riepilogo versioni e caratteristiche
Di seguito vengono riassunte le principali caratteristiche tecniche delle versioni previste per la gamma 306 in Italia, più alcune altre non previste nel nostro mercato. I prezzi riportati sono in lire e si riferiscono al momento del debutto nel nostro Paese ed al livello di allestimento meno costoso, salvo diversa specificazione.

### Berlina 3/5 porte
| Modello                                | Motore     | Cilindrata cm³ | Alimentazione                                                               | Potenza CV/rpm | Coppia Nm/rpm | Cambio/ N°rapporti | Massa a vuoto (kg) | Velocità max | Acceler. 0–100 km/h | Consumo (l/100 km) | Anni di produzione | Prezzo al debutto in migliaia di lire |
| Versioni a benzina                     |            |                |                                                                             |                |               |                    |                    |              |                     |                    |                    |                                       |
| 306 1.11                               | TU1 M/Z    | 1124           | Iniezione elettronica                                                       | 60/6200        | 87.5/3800     | M/5                | 1.000              | 156          | -                   | 7.2                | 1994-97            | -                                     |
| 306 1.4                                | TU3JP      | 1360           | Iniezione elettronica                                                       | 75/5500        | 111/3400      | M/5                | 1.020              | 165          | 12"9                | 6.7                | 1993-01            | 20.270                                |
| 306 1.6                                | TU5JP      | 1587           | Iniezione elettronica                                                       | 88/5600        | 135/3000      | M/5                | 1.060              | 180          | 11"5                | 7.3                | 1993-00            | 21.325                                |
| 306 1.6 aut.                           | TU5JP      | 1587           | Iniezione elettronica                                                       | 88/5600        | 135/3000      | A/4                | 1.125              | 174          | 14"8                | 7.8                | 1999-00            | 31.542                                |
| 306 1.6 XS                             | TU5JP      | 1587           | Iniezione elettronica                                                       | 98/5600        | 137/3000      | M/5                | 1.070              | 178          | 13"5                | 7.7                | 2000-01            | 29.500                                |
| 306 1.8                                | XU7JP      | 1761           | Iniezione elettronica                                                       | 103/6000       | 153/3000      | M/5                | 1.070              | 185          | 12"2                | 8                  | 1993-97            | 23.660                                |
| 306 1.8 aut.                           | XU7JP      | 1761           | Iniezione elettronica                                                       | 103/6000       | 153/3000      | A/4                | 1.070              | 175          | 13"6                | 8.2                | 1994-99            | 28.020                                |
| 306 1.8 16v                            | XU7JP4     | 1761           | Iniezione elettronica                                                       | 110/5500       | 158/4250      | M/5                | 1.095              | 192          | 11"2                | 8.4                | 1997-01            | 29.780                                |
| 306 2.0 XSi                            | XU10J2C    | 1998           | Iniezione elettronica                                                       | 123/5750       | 176/2750      | M/5                | 1.140              | 197          | 9"2                 | 8.2                | 1994-97            | 31.125                                |
| 306 2.0 16v S16 3p                     | XU10 J4D/Z | 1998           | Iniezione elettronica                                                       | 152/6500       | 182.5/3500    | M/5                | 1.160              | 215          | 8"4                 | 8.7                | 1994-96            | 35.090                                |
| 306 2.0 16v GTI / Rallye 3p            | XU10J4RS   | 1998           | Iniezione elettronica                                                       | 163/6500       | 193/5500      | M/6                | 1.160              | 218          | 8"6                 | 9.5                | 1996-01            | 41.460                                |
| Versioni diesel                        |            |                |                                                                             |                |               |                    |                    |              |                     |                    |                    |                                       |
| 306 1.9 D                              | XUD9/Z     | 1905           | Diesel aspirato ad iniezione indiretta con precamera e pompa rotativa Bosch | 69/4600        | 120/2000      | M/5                | 1.080              | 162          | 16"9                | 6                  | 1993-99            | 22.215                                |
| 306 1.9 D                              | DW8A       | 1868           | Diesel aspirato ad iniezione indiretta con precamera e pompa rotativa Bosch | 68/4600        | 128/2500      | M/5                | 1.100              | 161          | 17"2                | 6.3                | 1999-01            | 27.742                                |
| 306 1.9 DTurbo                         | XUD9TE/Y   | 1905           | Turbodiesel ad iniezione indiretta con precamera e pompa rotativa           | 92/4000        | 196/2250      | M/5                | 1.120              | 180          | 12"4                | 6.1                | 1994-99            | 24.530                                |
| 306 2.0 HDi                            | DW10A      | 1997           | Turbodiesel iniezione diretta common rail                                   | 90/4000        | 210/1900      | M/5                | 1.135              | 180          | 12"6                | 5.5                | 1999-01            | 31.092                                |
| 1 Non prevista per il mercato italiano |            |                |                                                                             |                |               |                    |                    |              |                     |                    |                    |                                       |

### Berlina 4 porte
| Modello                      | Motore             | Cilindrata cm³     | Alimentazione                                                               | Potenza CV/rpm     | Coppia Nm/rpm      | Cambio/ N°rapporti | Massa a vuoto (kg) | Velocità max       | Acceler. 0–100 km/h | Consumo (l/100 km) | Anni di produzione | Prezzo al debutto in migliaia di lire |
| Versioni a benzina           | Versioni a benzina | Versioni a benzina | Versioni a benzina                                                          | Versioni a benzina | Versioni a benzina | Versioni a benzina | Versioni a benzina | Versioni a benzina | Versioni a benzina  | Versioni a benzina | Versioni a benzina | Versioni a benzina                    |
| ---------------------------- | ------------------ | ------------------ | --------------------------------------------------------------------------- | ------------------ | ------------------ | ------------------ | ------------------ | ------------------ | ------------------- | ------------------ | ------------------ | ------------------------------------- |
| 306 1.4                      | TU3JP              | 1360               | Iniezione elettronica                                                       | 75/5500            | 111/3400           | M/5                | 1.140              | 165                | 12"9                | 6.7                | 1994-99            | 23.610                                |
| 306 1.6                      | TU5JP              | 1587               | Iniezione elettronica                                                       | 88/5600            | 135/3000           | M/5                | 1.180              | 180                | 11"5                | 7.3                | 1994-99            | 26.505                                |
| 306 1.81                     | XU7JP              | 1761               | Iniezione elettronica                                                       | 103/6000           | 153/3000           | M/5                | 1.090              | 185                | 12"2                | 8                  | 1994-97            | -                                     |
| 306 1.8 16v1                 | XU7JP4             | 1761               | Iniezione elettronica                                                       | 110/5500           | 158/4250           | M/5                | 1.215              | 190                | 11"2                | 8.4                | 1997-01            | -                                     |
| 306 2.0 XSi1                 | XU10J2C            | 1998               | Iniezione elettronica                                                       | 123/5750           | 176/2750           | M/5                | 1.260              | 195                | 9"3                 | 8.2                | 1994-97            | -                                     |
| Versioni diesel              |                    |                    |                                                                             |                    |                    |                    |                    |                    |                     |                    |                    |                                       |
| 306 1.9 D                    | XUD9/Z             | 1905               | Diesel aspirato ad iniezione indiretta con precamera e pompa rotativa Bosch | 69/4600            | 120/2000           | M/5                | 1.200              | 162                | 16"9                | 6                  | 1994-99            | 25.170                                |
| 306 1.9 DTurbo               | XUD9TE/Y           | 1905               | Turbodiesel ad iniezione indiretta con precamera e pompa rotativa           | 92/4000            | 196/2250           | M/5                | 1.240              | 180                | 12"4                | 6.1                | 1994-99            | 28.230                                |
| 1Non per il mercato italiano |                    |                    |                                                                             |                    |                    |                    |                    |                    |                     |                    |                    |                                       |

### Station wagon
| Modello            | Motore             | Cilindrata cm³     | Alimentazione                                                               | Potenza CV/rpm     | Coppia Nm/rpm      | Cambio/ N°rapporti | Massa a vuoto (kg) | Velocità max       | Acceler. 0–100 km/h | Consumo (l/100 km) | Anni di produzione | Prezzo al debutto in migliaia di lire |
| Versioni a benzina | Versioni a benzina | Versioni a benzina | Versioni a benzina                                                          | Versioni a benzina | Versioni a benzina | Versioni a benzina | Versioni a benzina | Versioni a benzina | Versioni a benzina  | Versioni a benzina | Versioni a benzina | Versioni a benzina                    |
| ------------------ | ------------------ | ------------------ | --------------------------------------------------------------------------- | ------------------ | ------------------ | ------------------ | ------------------ | ------------------ | ------------------- | ------------------ | ------------------ | ------------------------------------- |
| 306 SW 1.4         | TU3JP              | 1360               | Iniezione elettronica                                                       | 75/5500            | 111/3400           | M/5                | 1.065              | 165                | 12"9                | 6.7                | 1997-02            | 26.090                                |
| 306 SW 1.6         | TU5JP              | 1587               | Iniezione elettronica                                                       | 88/5600            | 135/3000           | M/5                | 1.125              | 178                | 11"5                | 7.3                | 1997-02            | 31.360                                |
| 306 SW 1.6 aut.    | TU5JP              | 1587               | Iniezione elettronica                                                       | 88/5600            | 135/3000           | A/4                | 1.170              | 176                | 15"                 | 8.4                | 1999-01            | 30.442                                |
| 306 1.8 aut.       | XU7JP              | 1761               | Iniezione elettronica                                                       | 103/6000           | 153/3000           | A/4                | 1.185              | 172                | 13"6                | 9.8                | 1997-99            | 30.250                                |
| 306 1.8 16v        | XU7JP4             | 1761               | Iniezione elettronica                                                       | 110/5500           | 158/4250           | M/5                | 1.095              | 192                | 11"2                | 9.8                | 1997-02            | 29.780                                |
| Versioni diesel    |                    |                    |                                                                             |                    |                    |                    |                    |                    |                     |                    |                    |                                       |
| 306 1.9 D          | XUD9/Z             | 1905               | Diesel aspirato ad iniezione indiretta con precamera e pompa rotativa Bosch | 69/4600            | 120/2000           | M/5                | 1.145              | 160                | 19"2                | 6.5                | 1997-99            | 28.610                                |
| 306 1.9 D          | DW8A               | 1868               | Diesel aspirato ad iniezione indiretta con precamera e pompa rotativa Bosch | 68/4600            | 128/2500           | M/5                | 1.140              | 160                | 17"2                | 6.7                | 1999-01            | 28.342                                |
| 306 1.9 DTurbo     | XUD9TE/Y           | 1905               | Turbodiesel ad iniezione indiretta con precamera e pompa rotativa           | 92/4000            | 196/2250           | M/5                | 1.205              | 175                | 14"1                | 6.6                | 1997-99            | 31.130                                |
| 306 2.0 HDi        | DW10A              | 1997               | Turbodiesel iniezione diretta common rail                                   | 90/4000            | 210/1900           | M/5                | 1.140              | 180                | 13"2                | 5.5                | 1999-02            | 31.692                                |
| 306 2.0 HDi        | DW10ATED           | 2005               | Turbodiesel iniezione diretta common rail                                   | 118/4600           | 250/1750           | M/5                | 1.145              | 210                | 11"9                | 6.0                | 2000-02            | 34.950                                |

### Cabriolet
| Modello      | Motore  | Cilindrata cm³ | Alimentazione         | Potenza CV/rpm | Coppia Nm/rpm | Cambio/ N°rapporti | Massa a vuoto (kg) | Velocità max | Acceler. 0–100 km/h | Consumo (l/100 km) | Anni di produzione | Prezzo al debutto in migliaia di lire |
| ------------ | ------- | -------------- | --------------------- | -------------- | ------------- | ------------------ | ------------------ | ------------ | ------------------- | ------------------ | ------------------ | ------------------------------------- |
| 306 1.6i     | TU5JP   | 1587           | Iniezione elettronica | 88/5600        | 135/3000      | M/5                | 1.210              | 175          | 15"                 | 8.5                | 1997-02            | 38.492                                |
| 306 1.8i     | XU7JP   | 1761           | Iniezione elettronica | 103/6000       | 153/3000      | M/5                | 1.220              | 182          | 12"2                | 8.3                | 1994-96            | 35.720                                |
| 306 2.0i     | XU10J2C | 1998           | Iniezione elettronica | 123/5750       | 176/2750      | M/5                | 1.265              | 194          | 10"8                | 8.5                | 1996-97            | 46.530                                |
| 306 2.0i 16v | XU10J4R | 1998           | Iniezione elettronica | 132/5500       | 180/4200      | M/5                | 1.270              | 199          | 10"8                | 10.4               | 1997-02            | 47.000                                |

## Attività sportiva

### Peugeot 306 Maxi

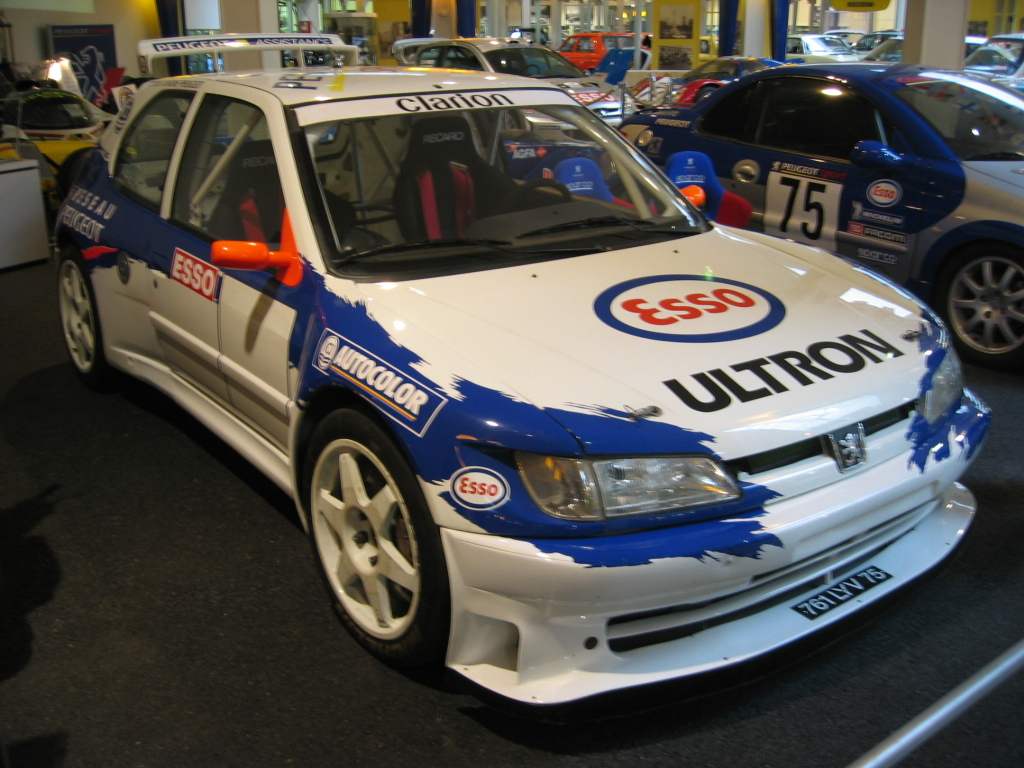
Peugeot 306 Rallye al Museo Peugeot di Sochaux

La Peugeot presentò, presso il salone automobilistico di Parigi del 1994, una versione rally della 306, denominata 306 Maxi. Come base, la vettura impiegava la 306 S16 e di essa manteneva le misure di alesaggio e corsa del motore. La centralina elettronica Bosch di serie venne sostituita con un modello da gara TDD, mentre iniezione elettronica ed accensione erano Magneti Marelli.
Il rapporto di compressione venne portato a 12,4 a 1, con lavorazione della testata in alluminio, l'adozione di pistoni stampati e alberi a camme riprofilate. Il risultato portó ad un aumento della potenza a 225 cv a 7200 giri/min. Per renderla più aerodinamica, vennero introdotti diversi elementi alla carrozzeria, come un spoiler e un nuovo body kit, carreggiate allargate e telaio irrigidito e rinforzato. Le sospensioni presentavano una configurazione a schema McPherson sull'avantreno ed uno schema a bracci tirati e barre di torsione sull'asse posteriore.
Il suo esordio sui percorsi avvenne presso il rally dell'Alsazia del 1994, valido per il campionato rallistico francese. Nel 1996, la vettura conquistò tale campionato guidata da Gilles Panizzi. Nello stesso periodo, la Maxi venne impiegata in alcune prove valide per il WRC, posizionandosi seconda al rally di Montecarlo e al Tour de Corse grazie a François Delecour. Nel 1998, la vettura viene aggiornata e, grazie al sapiente lavoro dei tecnici Peugeot Sport, raggiunge la potenza di 280 CV, ottenendo risultati analoghi a due anni prima.